# Marie Charles Jean Melchior, Marquis de Polignac

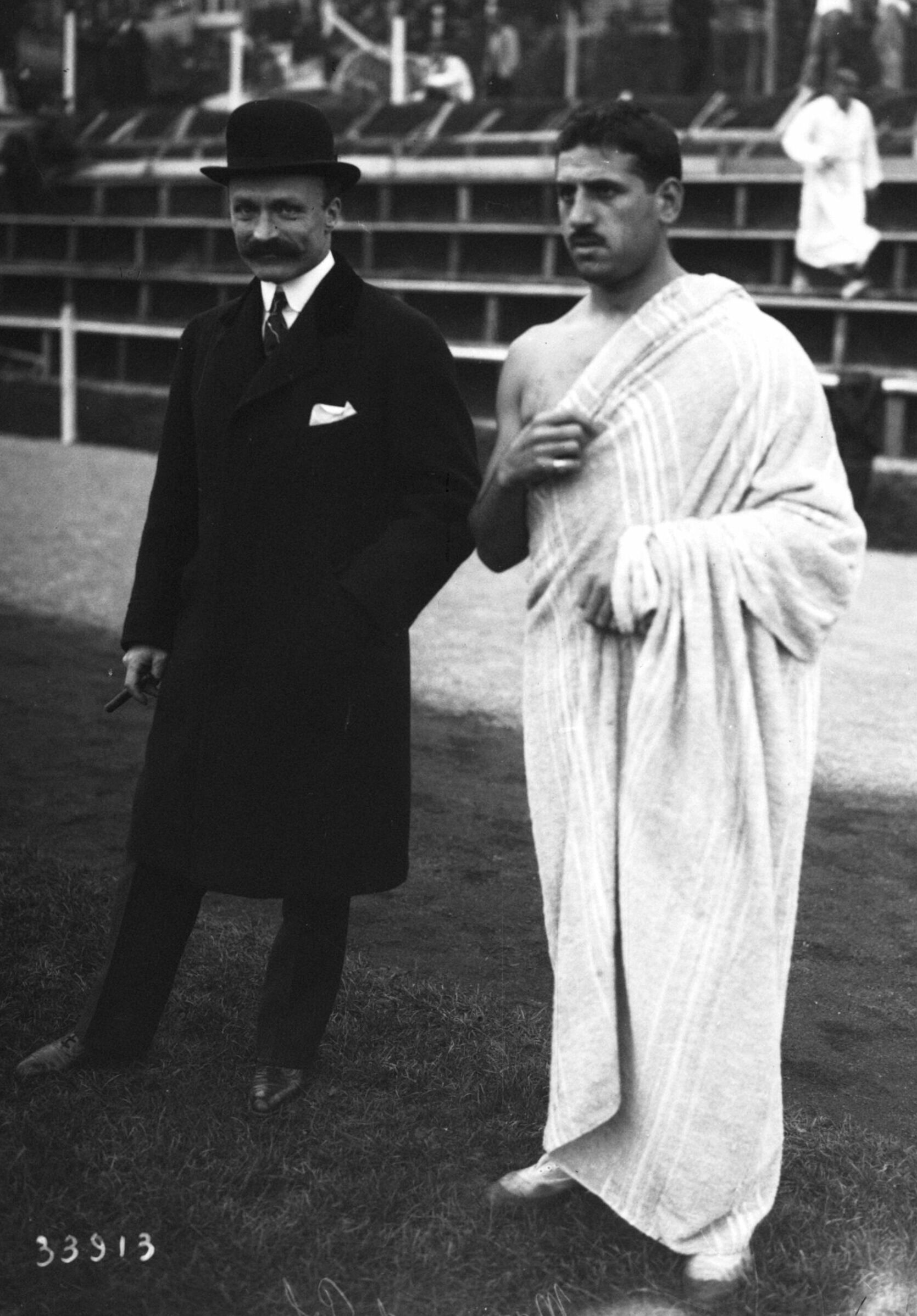
Melchior de Polignac mit Jean Bouin im Parc Pommery in Reims (1913)

Marie Charles Jean Melchior, Marquis de Polignac (* 27. September 1880 in Joigny; † 18. Dezember 1950 in Neuilly-sur-Seine) war ein französischer Geschäftsmann. Er war Mitglied des Exekutivkomitees des Internationalen Olympischen Komitees, förderte den französischen Spitzensport und richtete das erste nationale Leistungszentrum des französischen Spitzensports ein.

## Leben
De Polignac entstammte einer der ältesten Adelsfamilien Frankreichs. Er besuchte die Stella-Matutina-Schule in Feldkirch (Österreich), das Jesuitenkolleg in Paris und trat nach Studium an der Elitehochschule École des hautes études commerciales (HEC) mit 22 Jahren das Erbe des Pommery Champagner-Imperiums an, übernahm mit 27 Jahren die Leitung und zog sich 1945 mit 65 Jahren zurück. Er war ein hervorragender Musiker und bereitete sich auf eine Karriere als Solist vor; er entschied sich jedoch dafür, das Familienerbe anzutreten. 1910 gründete er die Philharmonie in Reims und war für deren regelmäßige Konzertveranstaltungen verantwortlich. Er ließ in Reims durch den Landschaftsarchitekten Édouard Redont einen großen Park für seine sonst nur in den unterirdischen Weinkellern arbeitenden Mitarbeiter bauen. Im Ersten Weltkrieg wurde er zunächst Offizier der Infanterie, ehe er am Aufbau der Luftwaffe mitarbeitete. 1916 wurde er an die Französische Botschaft in Washington versetzt und arbeitete nach dem Kriegseintritt der Amerikaner auf der Seite der Alliierten. Nach dem Krieg war er der Koordinator des Wiederaufbaus des weitgehend zerstörten Reims.
Im Zweiten Weltkrieg kollaborierte er mit der deutschen Besatzung und war einer der prominentesten Kollaborateure (Mitglied im Ehrenkomitee der Groupe Collaboration). Er arbeitete eng mit dem deutschen SD und der Gestapo zusammen und stellte sicher, dass die deutschen Besatzungsoffiziere immer genügend Champagner hatten und dafür bezahlten. Bei Kriegsende trat er von der Leitung der Firma zurück und überließ sie seinem politisch unbelasteten Bruder, dem Comte Charles de Polignac.

## Laufbahn als Sportfunktionär
Er war ein vielseitiger Sportler, und ein engagierter Polospieler. 1902 nahm er an den Nordischen Spielen in Stockholm teil und lernte dabei u. a. Sigfrid Edström kennen. 1909 veranstaltete er in Bétheny die erste internationale Flugshow. 1913 errichtete er in seinem Parkt in Reims das Collège d'Athlètes, die erste Sportschule für den Spitzensport der Welt, unter Leitung von Georges Hébert. Er war von den Ergebnissen Frankreichs bei den Olympischen Spielen 1912 so enttäuscht, dass er persönlich die Verantwortung für Leistungssteigerungen übernahm. Er war Sponsor des letzten IOC-Kongresses 1914 vor dem Ersten Weltkrieg in Paris. Die Teilnehmer besuchten im Anschluss das Collège d'Athlètes und waren begeistert von der Spitzensportförderung.
1913 wurde er Mitglied des Internationalen Olympischen Komitees, 1921 wurde er in das erste Exekutivkomitee des IOCs gewählt, diesem gehörte er, regelmäßig wiedergewählt, bis 1950 an. 1925 kandidierte er für die Nachfolge Pierre de Coubertins zum Präsidenten des IOC, wurde aber nicht gewählt, da es ihm nicht gelungen war, das Organisationskomitee der Olympischen Spiele 1924 davon abzuhalten, Deutschland von den Spielen auszuschließen. Baillet-Latour, der neue Präsident des IOC, machte ihn jedoch zu seinem Vizepräsidenten, wodurch die Einheit der olympischen Bewegung bewahrt wurde. De Polignac setzte sich für die Olympischen Winterspiele ein und stellte sicher, dass die Wintersportwoche in Chamonix nachträglich als 1. Olympische Winterspiele anerkannt wurde. Durch seine guten Verbindungen zum Schweden Edström (seit 1942 erst amtierender, dann gewählter Präsident des IOC) ließen sich für alle Seiten akzeptable Kompromisse finden. Obwohl die Britische Regierung seine Teilnahme an den Olympischen Spielen 1948 in London für unerwünscht erklärte, nahm er an den Spielen teil, da der neue IOC-Präsident Edström ihn in allen Ehren hielt.

## Ehrungen
- 1909 Ritter der Ehrenlegion
- 1929 Offizier der Ehrenlegion
- Ritter des Malteserordens
- Kommandeur des Ordens von Orange-Nassau
- Offizier der Krone von Belgien
- Ritter des Ordens des Weißen Löwen der Tschechoslowakischen Republik